# Veeresia clarkii
Veeresia clarkii är en malvaväxtart som beskrevs av Monachino och Moldenke. Veeresia clarkii ingår i släktet Veeresia och familjen malvaväxter. Inga underarter finns listade i Catalogue of Life.